# 人和街道 (高唐县)
人和街道，是中华人民共和国山東省聊城市高唐县下辖的一个乡镇级行政单位。

## 行政区划
人和街道下辖以下地区：
泉林社区、金兴社区、康乐社区、育才社区、金城社区、和兴社区、盛世社区、和平社区村和和安社区村。